# Marcos Bagno
Marcos Bagno  (Cataguases, 21 de agosto de 1961) é um professor, doutor em filologia, linguista e escritor brasileiro. Importante intelectual e professor da Universidade de Brasília (UnB) com inúmeras publicações sobre a língua falada no país. O professor é conhecido por defender a revisão da norma-padrão do português, pela inclusão de variações linguísticas e formas orais como expressão genuína e correta do português brasileiro.

## Biografia
É professor do Departamento de Línguas Estrangeiras e Tradução da Universidade de Brasília, doutor em filologia e língua portuguesa pela Universidade de São Paulo, tradutor, escritor com diversos prêmios e mais de 30 títulos publicados entre literatura e obras técnico-didáticas. Atua mais especificamente na área de sociolinguística e literatura infanto-juvenil, bem como questões pedagógicas sobre o ensino de português no Brasil. Em 2012 sua obra: As Memórias de Eugênia recebeu o terceiro lugar do Prêmio Jabuti na categoria juvenil, e no ano seguinte, o livro infantil Marcéu recebeu o Prêmio Literário da Fundação Biblioteca Nacional Glória Pondé na categoria juvenil. Escreve uma coluna sobre questões de linguagem na revista Caros Amigos.

### Preconceito linguístico
Entre os temas recorrentes tratados pelo autor está o preconceito linguístico, sendo uma autoridade reconhecida no assunto, com entrevistas, palestras e aulas magnas ministradas em diversas instituições reconhecidas. Em 2011, o Ministério da Educação distribuiu para milhares de escolas públicas o livro Por uma Vida Melhor, em que se defende o uso das variantes linguísticas. A ação foi criticada por parte da imprensa, mas defendida pelo autor.

## Obras
- A invenção das horas (contos) (1988)
- O papel roxo da maçã (infantil) (1989)
- Rua da Soledade (contos) (1995)
- A Vingança da Cobra (Infanto-juvenil) (1995)
- A Língua de Eulália (novela sociolinguística) (1997)
- Pesquisa na escola: o que é, como se faz (1998)
- Preconceito linguístico: o que é, como se faz (1999)
- Dramática da língua portuguesa: tradição gramatical, mídia & exclusão social (2000)
- Português ou brasileiro? Um convite à pesquisa (2001)
- Norma linguística (org.) (2001)
- Linguística da norma (org.) (2002)
- Língua materna: letramento, variação & ensino (org.) (2002)
- O espelho dos nomes (infantil) (2002)
- A norma oculta: língua & poder na sociedade brasileira (2003)
- Murucututu, a coruja grande da noite (infantil) (2005)
- Nada na língua é por acaso: por uma pedagogia da variação linguística (2007)
- Não é errado falar assim! Em defesa do português brasileiro (2009)
- As caraminholas de Barrigapé (infantil) (2009);
- Vaganau (poesia) (2010)
- Gramática: passado, presente e futuro (2010)
- Gramática, pra que te quero? Os conhecimentos linguísticos nos livros didáticos de português (2011)
- Festa no meu jardim (infantil) (2011)
- O tempo escapou do relógio (infantil) (2011)
- As memórias de Eugênia (romance) (2011)
- Gramática pedagógica do português brasileiro (2012)
- Conversa de gatos (infantil) (2012)
- Gramática de bolso do português brasileiro (2013)
- Sete erros aos quatro ventos: a variação no ensino de português (2013)
- Marcéu (infantil) (2013)
- Língua, linguagem, linguística (2014)
- Murmúrio (2014)
- Pororoca, pipoca, paca e outras palavras do tupi (com Orlene L. S. Carvalho) (2014)
- Gramática brasileña para hablantes de español (com Orlene L. S. Carvalho) (2015)
- Dicionário crítico de sociolinguística (2017)
- Dinâmicas funcionais da mudança linguística (com Vânia C. Casseb-Galvão e Tânia F. Rezende) (2017)
- Objeto língua (2019)